# Celastrina shirozui
Celastrina shirozui är en fjärilsart som beskrevs av Hsu 1987. Celastrina shirozui ingår i släktet Celastrina och familjen juvelvingar. Inga underarter finns listade i Catalogue of Life.